# Čerepoveckij municipal'nyj rajon
Il Čerepoveckij municipal'nyj rajon in russo Череповецкий муниципальный район? è un municipal'nyj rajon dell'Oblast' di Vologda, in Russia; il capoluogo è Čerepovec.